# Flers, Orne

Flers este o comună în departamentul Orne, Franța. În 1 ianuarie 2022 avea o populație de 14.308 de locuitori.